# Траншей-майор
Траншей-майор (от фр. tranchée — ров и лат. major — старший, досл.: «старший по рвам») — временная должность штаб-офицерского, генерального штаба, чина, в Русской армии, ВС России имперского периода.

## История
Траншей-майор назначался из числа инженерных или сапёрных штаб-офицерских военных чинов.
Траншей-майор был ближайшим помощником начальника инженеров осадного корпуса. В его обязанности входило непосредственное наблюдение за ходом осадных (траншейных) работ и порядком в траншеях. Он вёл журнал осады (траншейный журнал), в случае осады крепости, где ежедневно рапортовал о работах в них, и обо всем, что относится к инженерной атаке. Во время осадных работ все батальонные командиры состояли в ведении траншей-майора.
При осаде больших крепостей ему назначались заместители (помощники).

## Персоналии
- Н. С. Вельяминов — при осаде Торна
- А. Н. Голицын, князь — при осаде Севастополя, в районе Камчатского люнета[3].
- М. П. Граббе — при осаде Карса.
- Вергопуло, Э. И., капитан-лейтенант — при осаде Анапы.
- И. Ф. Паскевич
- А. Л. Потапов — при обложении крепости Силистрии, траншей-майор правого фланга осадной линии Дунайской армии.
- И. А. Назимов — помощник траншей-майора при осаде Варны.
- Э. И. Тотлебен — с началом подготовительных работ по осаде крепости Силистрии.
- Ф. Ф. Титов — по 1-му отделению оборонительной линии.
- и другие.